# Holly Crawford
Holly Crawford (Sídney, 10 de febrero de 1984) es una deportista australiana que compitió en snowboard, especialista en la prueba de halfpipe.
Ganó tres medallas en el Campeonato Mundial de Snowboard entre los años 2009 y 2013.
Participó en tres Juegos Olímpicos de Invierno, en la disciplina de halfpipe, ocupando el 18.º lugar en Turín 2006, el octavo lugar en Vancouver 2010 y el 26.º en Sochi 2014.

## Medallero internacional
| Campeonato Mundial | Campeonato Mundial              | Campeonato Mundial | Campeonato Mundial |
| Año                | Lugar                           | Medalla            | Competición        |
| ------------------ | ------------------------------- | ------------------ | ------------------ |
| 2009               | Hoengseong (Corea del Sur)      | Medalla de plata   | Halfpipe           |
| 2011               | La Molina (España)              | Medalla de oro     | Halfpipe           |
| 2013               | Stoneham-et-Tewkesbury (Canadá) | Medalla de plata   | Halfpipe           |